# Roderic Noble
Pour les articles homonymes, voir Noble (homonymie).
Roderic Charles Noble, est un acteur britannique, né le 3 octobre 1957 à Darley en Angleterre.

## Biographie
Roderic Noble est né Darley près de Harrogate dans le Yorkshire du Nord. En 1970, il est choisi par Franklin J. Schaffner pour jouer le Tsarévitch Alexis dans son film Nicolas et Alexandra, due à sa ressemblance avec le vrai Tsarévitch, puis on le verra dans un épisode de la série TV The Main Chance en 1972, date à laquelle on le verra plus à la télévision. Aujourd'hui, il dirige une grande société et vit dans le nord de l'Angleterre avec sa femme Julie et leur fille Katie.

## Filmographie
- 1971 : Nicolas et Alexandra (Nicholas and Alexandra) : Alexis
- 1972 : The Main Chance (série TV) : Michael Kelly (1 épisode)